# الجنفور (الشاهل)

تعديل مصدري - تعديل

الجنفور هي إحدى قرى عزلة الامرور بمديرية الشاهل التابعة لمحافظة حجة، بلغ تعداد سكانها 145 نسمة حسب تعداد اليمن لعام 2004.